# Lenguas de la Llanura de los lagos
Las lenguas de la llanura de los lagos son una familia lingüística de lenguas papúes, habladas en la provincia indonesia de Papúa.

## Classification

### Lenguas del grupo
Las lenguas de las llanauras se clasifican usualmente como:

|                              | Turu: Edopi-Iau-Foi-Turu [grupo dialectal]                                                                                      |
|                              | |
|                              | Duvle |
|                              | |
|                              | Tariku occidental: Fayu, Kirikiri (pero no el Tause)                                                                            |
|                              | |
| Tariku oriental (Taori/Tori) | \| \| Sikaritai-Eritai-Obokuitai-Biritai-Kaiy, Kwerisa \| \| \| \| \| \| Papasena \| \| \| \| \| \| Doutai, Waritai \| \| \| \| |
|                              | \| \| Sikaritai-Eritai-Obokuitai-Biritai-Kaiy, Kwerisa \| \| \| \| \| \| Papasena \| \| \| \| \| \| Doutai, Waritai \| \| \| \| |
|                              | Sikaritai-Eritai-Obokuitai-Biritai-Kaiy, Kwerisa                                                                                |
|                              | |
|                              | Papasena |
|                              | |
|                              | Doutai, Waritai |
|                              | |

|  | Sikaritai-Eritai-Obokuitai-Biritai-Kaiy, Kwerisa |
|  |                                                  |
|  | Papasena                                         |
|  |                                                  |
|  | Doutai, Waritai                                  |
|  |                                                  |

|                              | Turu: Edopi-Iau-Foi-Turu [grupo dialectal]                                                                                      |
|                              | |
|                              | Duvle |
|                              | |
|                              | Tariku occidental: Fayu, Kirikiri (pero no el Tause)                                                                            |
|                              | |
| Tariku oriental (Taori/Tori) | \| \| Sikaritai-Eritai-Obokuitai-Biritai-Kaiy, Kwerisa \| \| \| \| \| \| Papasena \| \| \| \| \| \| Doutai, Waritai \| \| \| \| |
|                              | \| \| Sikaritai-Eritai-Obokuitai-Biritai-Kaiy, Kwerisa \| \| \| \| \| \| Papasena \| \| \| \| \| \| Doutai, Waritai \| \| \| \| |
|                              | Sikaritai-Eritai-Obokuitai-Biritai-Kaiy, Kwerisa                                                                                |
|                              | |
|                              | Papasena |
|                              | |
|                              | Doutai, Waritai |
|                              | |

|  | Sikaritai-Eritai-Obokuitai-Biritai-Kaiy, Kwerisa |
|  |                                                  |
|  | Papasena                                         |
|  |                                                  |
|  | Doutai, Waritai                                  |
|  |                                                  |

### Relación con otras lenguas
En su propuesta original Stephen Wurm agrupó a las lenguas de la llanura de los lagos, con las lenguas tor-orya, como rama de las lenguas trans-neoguineanas. Clouse (1997) no encontró evidencia adecuada de parentesco con las lenguas tor-orya y en cambio las agrupó con las lenguas de la bahía Geelvink oriental. Malcolm Ross clasifica a estas lenguas como una familia independiente, sin postular relación con otros grupos.

## Descripción lingüística

### Pronombres
Los pronombres que Ross reconstruye para el proto-tariku son:
| yo      | *a/*i | nosotros | *a/*ai |
| tú      | *de   | vosotros | *da    |
| él/ella | *au   | ellos    | ?      |
Los correspondientes pronombres para 'yo' y para 'tú' en la rama oriental son *a, *do, awera yai, nai (el último derivado de *dai; compárese también e 'nosotros'), y rasawa e-, de-. Los pronombres del saponi no son cogandos de los usados en el resto de la familia, de hecho sus pronombres mamire 'yo, nosotros' y ba 'tú' son reminiscentes de las formas del proto-Doberai oriental *meme 'nosotros' y *ba 'tú'. Sin embargo, el saponi, comparte la mitad de su vocabulario básico con el rasawa, y Ross lo mantuvo dentro de la familia pendiente de clasificación interna. 

### Fonología
Clouse y Clouse (1993) encontraron que muchas lenguas de la Llanura de los lagos comparten muchas características fonológicas inusuales. Mientras que las lenguas papúes suelen tener dos fonemas nasales, esto no sucede en las lenguas de la Llanura de los lagos. Aunque fonéticamente existen nasales en las lenguas de la Llanura de los lagos, usualmente no contrastan fonológicamente con las oclusivas sonoras. El doutai, el sikaritai y el obokuitai carecen incluso de nasales fonéticas. Además, ninguna lengua de la llanura de los lagos tiene consonantes líquidas. Clouse (1997) reconstruye para el proto-llanura un inventario consonántico tipológicamente notorio, ya que estaría formado íntegramente por oclusivas /p, t, k, b, d/.
Muchas de las lenguas tienen vocales altamente constreñidas (fricativizadas), en doutai y en kirikiri, estas vocales son vocales cerradas que se oponen fonológicamente a /i/ y /u/. Estas vocales fricativazadas parecen haberse desarrollado compo resultado de la elisión de la siguiente consonante.

### Comparación léxica
Los numerales en diferentes lenguas de la Llanura de los lagos:
| GLOSA | Awera              | Rasawa-Saponi | Rasawa-Saponi     | Oriental            | Tariku          | Tariku       | Tariku    | Tariku                   | Tariku  | Tariku        | Tariku    | Tariku                   | Tariku       | Tariku              | Tariku  | Tariku  | Tariku | PROTO- LLANURA |
| GLOSA | Awera              | Rasawa        | Saponi            | Foau                | Edopi           | Iau          | Biritai   | Doutai                   | Eritai  | Kaiy          | Obokuitai | Papasena                 | Sikaritai    | Waritai             | Fayu    | Kirikir | Tause  | PROTO- LLANURA |
| ----- | ------------------ | ------------- | ----------------- | ------------------- | --------------- | ------------ | --------- | ------------------------ | ------- | ------------- | --------- | ------------------------ | ------------ | ------------------- | ------- | ------- | ------ | -------------- |
| '1'   | pɾìyà              | kɾīβī         | kiripɛjɛ          | kiake               | busubei         | bɪ̄síbɛ̄       | eyákae    | 'kɛiki                   | sòsòkói | kaisotogi     | kórkɛ́gɑí  | 'kɑⁱgtɛ                  | kʕíg         | 'kɛiki              | 'baha   | sɔʉɔ    | iraɣe  | *keiki/ *boso- |
| '2'   | kùɾùkō             | wɔ̄ɾī          | kɔ'sɛrɛⁱ          | ta̪                  | bodubei         | bɔ̀bɛ̄         | ti'ai     | 'tibɑ                    | tíhɑí   | bɛtia         | tíò       | bɑ'ɾi                    | bɛ̀tíá        | bɾia                | 'buɾe   | ɔlɔ     | ɸido   | *baɾi(a)       |
| '3'   | nìgɾiì             | dɾīβɔ̀         | 'niɾiwɔ           | bieta biakeai (2+1) | hoibei          | báuībē       | 'sidiye   | 'tibɑkɑ 'kɛika           | síríhɑí | bɛtia kɛisoka | srí       | bɑ'ɾikɑ keⁱɡ             | bɛ̀tíákàkéd   | (2+1)               | 'uɾu    | dlu     | (2+1)  | *didi, *2+1    |
| '4'   | nāːɾūā             | tūβāβò        | 'nawaɾɛ           | bieta biakeai (2+1) | bɔ́-hāī bɔ́-hāidɛ̄ |              | ato'tiyai | kɑbɾɛsɑ tibɑ kɑbɾɛsɑtibɑ | (2+2)   | (2+2)         | (2+2)     | (2+2)                    | (2+2)        | (2+2)               | (2+2)   | falu    | (2+2)  | *2+2           |
| '5'   | nēɾíːpū            | naβaβo        | 'nawaɾɛ           | (2+2+1)             | kay busu        | ōí áisītòɛ̀dɛ̄ |           | gɑiy sɑ'gɑri             | (2+2+1) | siɾiyko       |           | ɑ'ɡiɡɸiɡori/ 'kɾiɡyɛ'ori | (2+2+1)      | ɛiydɑ'kɛi ɸɾɛ'wiyti | atahaɾa |         |        |                |
| '6'   | nēriâβæ̀            | tā            | 'nawaɾɛ wa'kila   | (2+2+2)             | (5+1)           |              |           |                          |         |               |           |                          | bɛ̀tíákàkédkà |                     |         |         |        |                |
| '7'   | nré                | trāičè        | 'nawaɾɛ wakɔsɛ    |                     | (5+2)           |              |           |                          |         |               |           |                          |              |                     |         |         |        |                |
| '8'   | nīráɣà             | tāríβò        | 'nawaɾɛ wa'tuwawo |                     | (5+3)           |              |           |                          |         |               |           |                          |              |                     |         |         |        | *              |
| '9'   | nīrōrʷà            | taruβo        | 'nawaɾɛ waⁱsɛrɛ   |                     | (5+4)           |              |           |                          |         |               |           |                          |              |                     |         |         |        |                |
| '10'  | náːrūɡʷrǣ oβeːdida | īžé piiye     | isɛrɛ peⁱfoɣɛ     |                     |                 |              |           |                          | hɛ́bèyɛ́  |               | srídrò    |                          |              |                     |         |         |        |                |